# Юсупова, Татьяна Васильевна
Княгиня  Татьяна Васильевна Юсупова, урождённая Энгельгардт (12 (23) января 1769 — 24 мая (5 июня) 1841) — племянница князя Потёмкина, фрейлина императрицы Екатерины II.

## Биография
Родилась в небогатой семье ротмистра смоленской шляхты Василия Андреевича Энгельгардта (1735—1794) и Марфы (Елены) Александровны Потёмкиной (1725—1775), родной сестры князя Таврического. Младшая сестра Варвары, Екатерины, Александры и Василия Энгельгардтов. Её детство совпало с периодом возвышения знаменитого дяди, поэтому все сёстры Энгельгардт сделали блестящие партии. Красота, мягкий характер, покровительство знаменитого дяди обеспечили ей, как и сёстрам, блестящее будущее.
Не достигнув двенадцати лет, Татьяна уже стала фрейлиной Екатерины II. Попав в обстановку пышного царского двора из бедной провинции, Татьяна привлекала к себе внимание не только как племянница самого могущественного вельможи, но и как умная, живая и красивая девушка. Так, герцогиня Кингстон, посетившая Санкт-Петербург и принятая при дворе, настолько сильно привязалась к пятнадцатилетней фрейлине, относясь к ней как к дочери, что даже соглашалась сделать её наследницей всего своего огромного состояния, если только та уедет с ней в Англию. Однако племянница Потёмкина, давно уже не нуждавшаяся в средствах, ответила отказом.

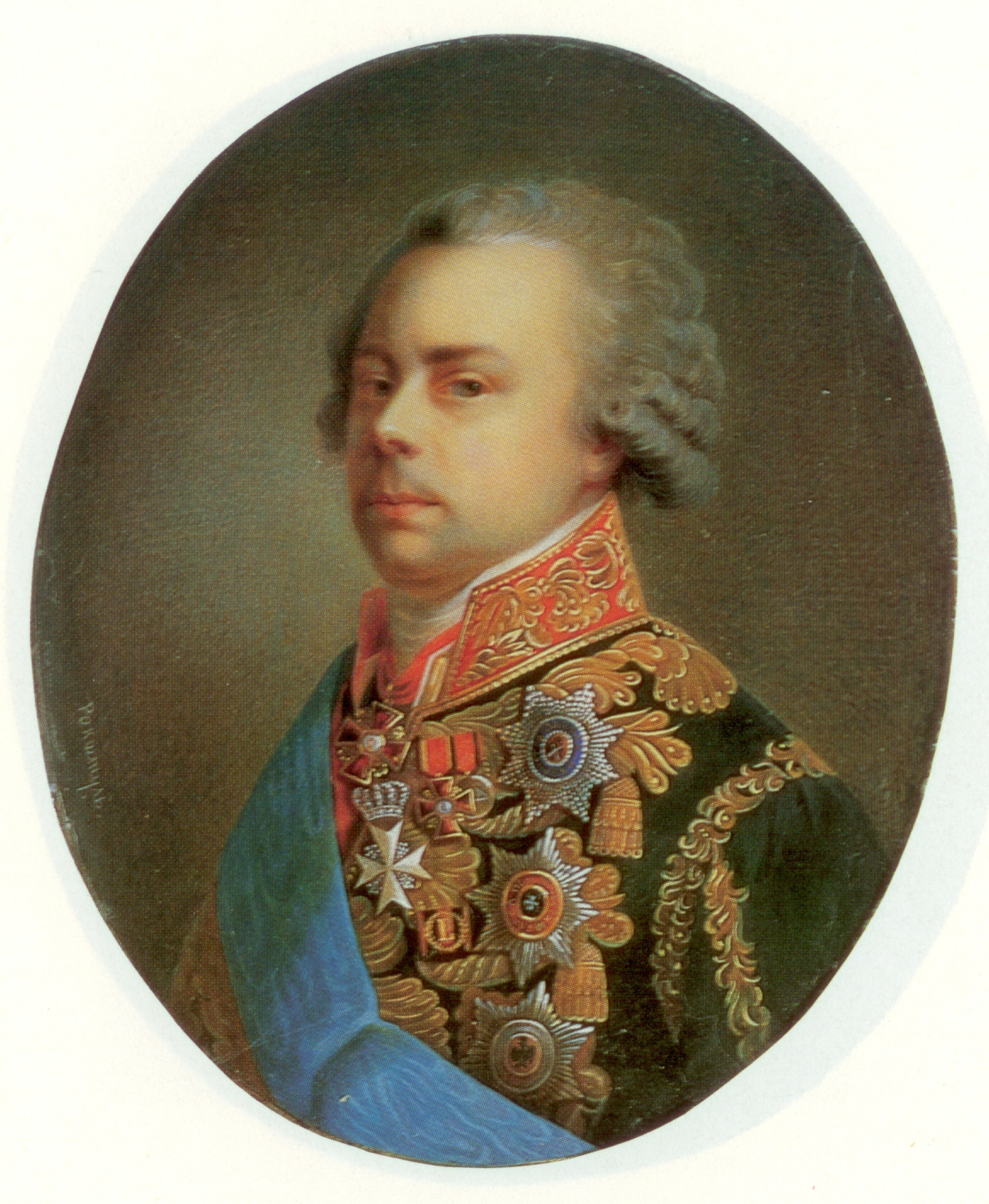
Князь Николай Юсупов

Вместо этого 11 сентября 1785 года Татьяна Васильевна вышла замуж за своего дальнего родственника, старшего её на 25 лет, генерал-поручика Михаила Сергеевича Потёмкина (1744—1791). У супругов родилось двое детей, причём крёстной дочери Екатерины была сама императрица. Однако брак продолжался недолго, спустя шесть лет, в 1791 году её супруг скоропостижно скончался. Овдовев Татьяна Васильевна, удалилась от двора и вновь начала изредка появляться при дворе только по настойчивым просьбам самой императрицы.
Вскоре она познакомилась с блестящим вельможей, князем Николаем Борисовичем Юсуповым, который только вернулся из Италии, где был с посольством. При благословении Екатерины II в 1793 году состоялась их свадьба. Через год у них родился сын Борис. Однако брак был неудачен, и вскоре супруги стали жить раздельно. Татьяна вновь оставила двор и полностью посвятила себя воспитанию сына.
Будучи хозяйкой известного петербургского салона, в своем доме на Английской набережной Юсупова собирала избранный круг лиц. В него входил, например, Гавриил Державин, оставивший в альбоме княгини стихотворения «К матери, которая сама воспитывает детей своих» и «Спящий Эрот». Дом её посещали также И. А. Крылов, В. А. Жуковский, А. С. Пушкин. Жила у княгини дочь ссыльного Прасковья Луполова, приехавшая в столицу искать милости для отца и нашедшая покровительство княгини. В доме Юсуповых она была представлена императрице Марии Фёдоровне. Вскоре её отец был помилован, а благодаря знакомствам Юсуповой история стала широко известной и была неоднократно описана в европейской литературе.

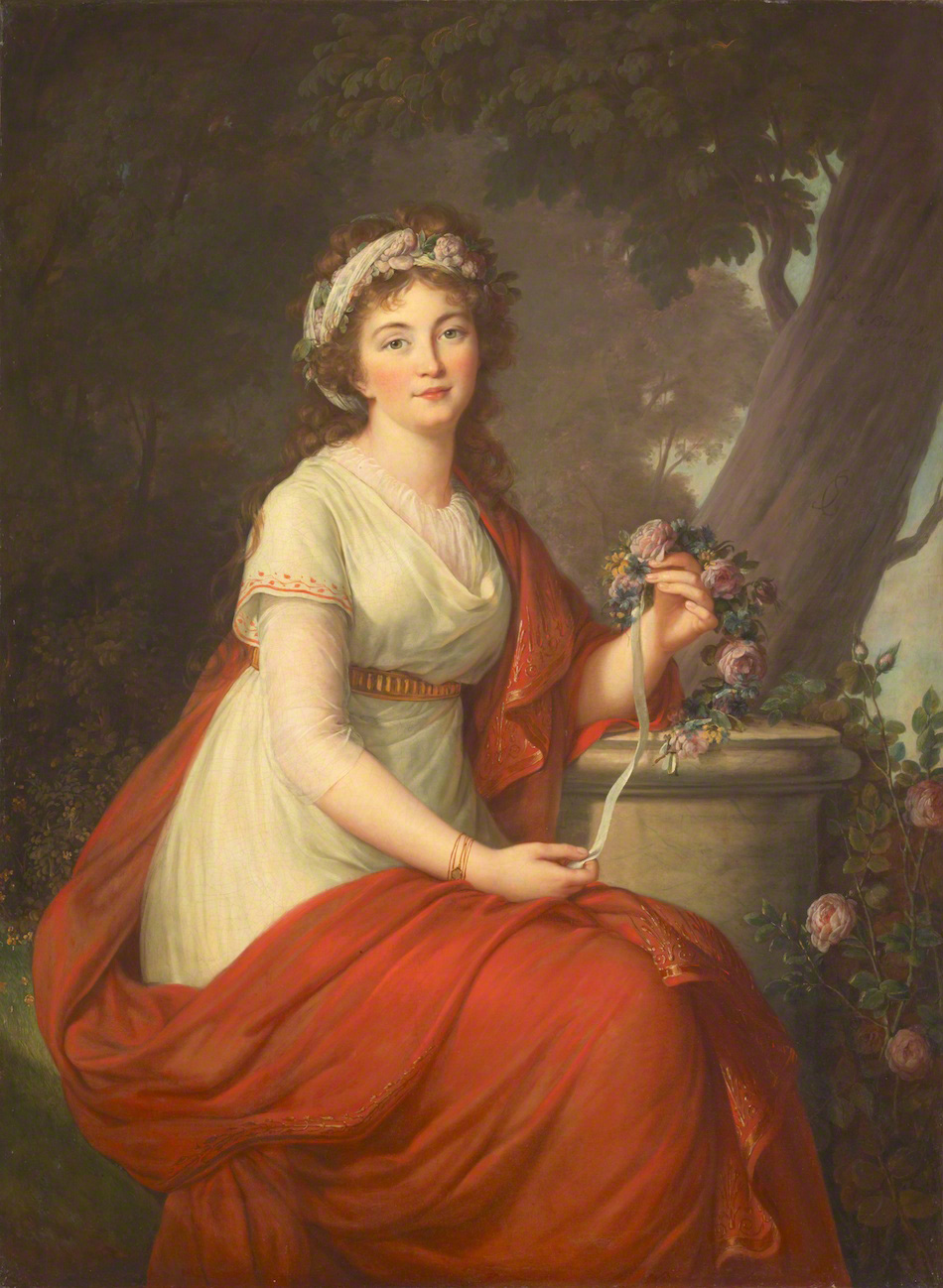
Татьяна Юсупова на портрете Виже-Лебрён (1797)

Благодаря своему практическому умению и искусному управлению делами, Татьяна Васильевна сама занималась управлением многочисленных имений мужа и сумела увеличить и без того огромное состояние семьи, хотя только её наследство от Потёмкина составляло 18 миллионов рублей. Княгиня считалась в обществе знатоком в финансовых вопросах, многие к ней обращались за советами. Некоторые принимали её скромный образ жизни, привычку к простому столу и нелюбовь к роскоши за скупость. Но в действительности она большие суммы тратила на благотворительность, причём зачастую анонимную. Только случайно люди узнавали, что свалившаяся, как по волшебству, необходимая сумма денег исходила от княгини Юсуповой. Так, она принимала деятельное участие в судьбе крепостного поэта Слепушкина и помогла ему выкупиться на волю, собрав необходимую сумму денег.
Увлекалась собиранием драгоценных камней. В её коллекции находились несколько всемирно известных камней, например, бриллиант «Полярная Звезда», серьги Марии-Антуанетты, алмаз Аль-дебаран, большой сапфир, жемчужная и алмазная диадема королевы Неаполитанской, супруги Мюрата Каролины. Украшала коллекцию и знаменитая жемчужина Пелегрина.
Пережила мужа на десять лет, скончалась 24 мая 1841 года, «сохранив до конца знаменитые свои ум и шарм». Похоронена в Благовещенской церкви Александро-Невской лавры.

## Дети
От первого брака:
- Александр (1787—1872), действительный тайный советник, женат на княжне Татьяне Борисовне Голицыной.
- Екатерина (1788—1872), замужем за графом  А. И. Рибопьером (1783—1865).

От второго брака:
- Борис (1794—1849), гофмейстер, почётный опекун.
- Николай (10.12.1795[4]—18.03.1796[5]).
- Мария (17.03.1802[6]— ?)

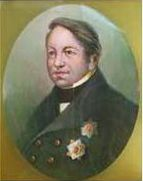
Александр Потёмкин
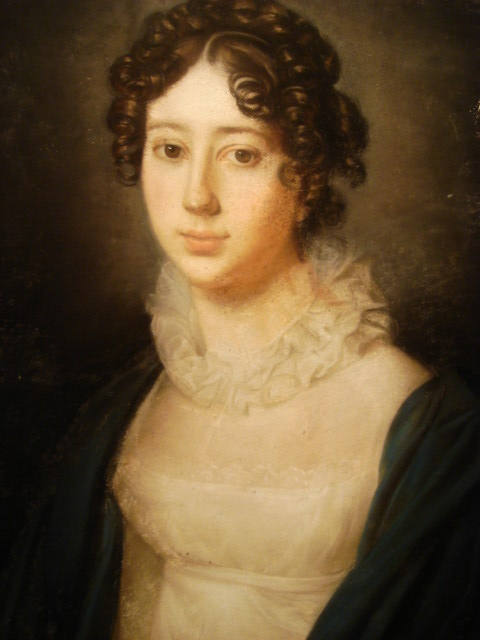
Екатерина Рибопьер
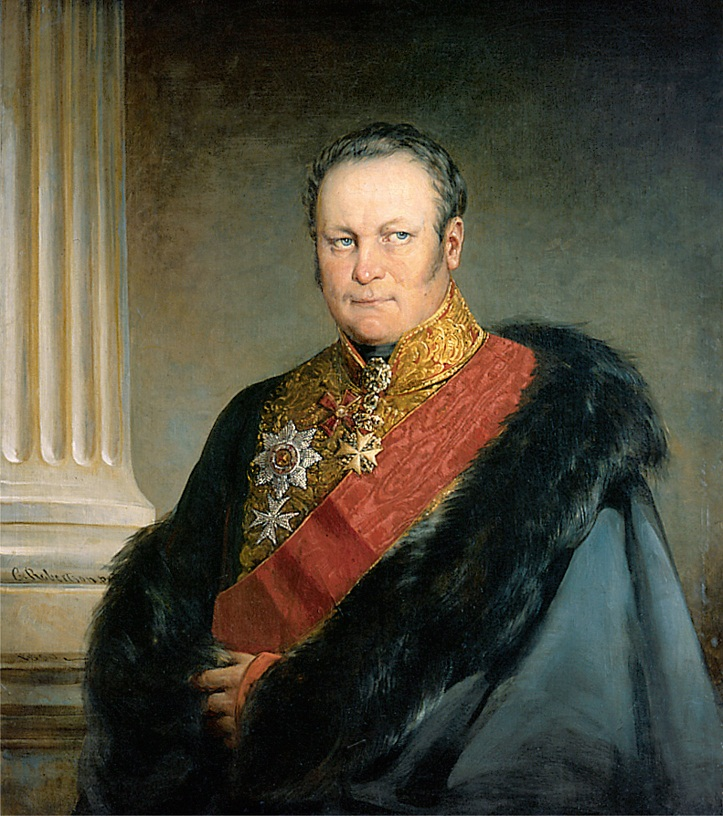
Борис Юсупов